# Château de la Villedubois
Le château de la Villedubois est un édifice de la commune de Mordelles, dans le département d’Ille-et-Vilaine en région Bretagne.

## Localisation
Il se trouve au centre du département et au nord du bourg de Mordelles. 

## Historique

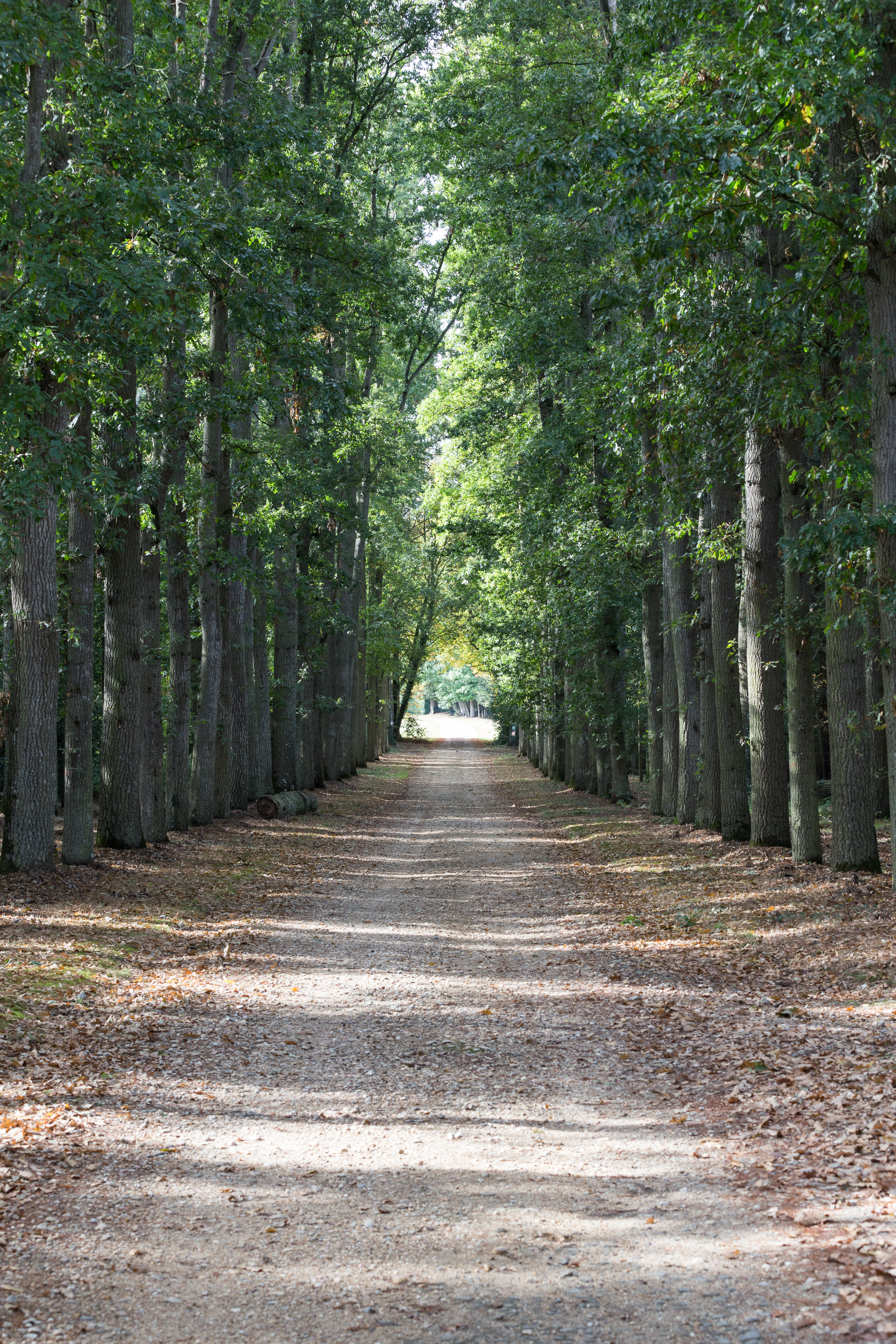
Château de la Villedubois. Allée conduisant au château, année 2020.

Le château a été construit entre le XVIIe siècle et le XIXe siècle. La chapelle attenante date du XVIIIe siècle.
Il est répertorié à l'inventaire général du patrimoine culturel. Il est inscrit au titre des monuments historiques depuis le 10 juillet 2014.

## Architecture
Le château est composé d'un ensemble de bâtiments construits entre le XVIIe siècle et le XIXe siècle, de communs et d'une chapelle. Il est entouré de fossés.